# Palazzo della Banca Nazionale del Lavoro
Il Palazzo della Banca Nazionale del Lavoro, già Palazzo dell'Istituto Nazionale Fascista di Previdenza Sociale, è un edificio di Napoli, sito nel rione Carità.
Il palazzo è in una posizione centrale, tra via Armando Diaz e via Toledo.
La costruzione venne eretta su disegno di Armando Brasini. I lavori ebbero avvio nel 1933 e furono conclusi nel 1938. Nei primi anni Cinquanta fu acquistato dalla Banca Nazionale del Lavoro, che ne fece la propria sede.
Il principale elemento di spicco è la torre angolare con la quale gli si donò una veste monumentale. L'architettura è incastrata a sua volta in un grande blocco di travertino, arricchito da linee scure, che dona all'intera opera un aspetto riservato e austero.